# Paul Shortino
Paul Shortino (14 de mayo de 1958 en Lima, Ohio) es un vocalista estadounidense, reconocido por su asociación con las bandas Rough Cutt, Quiet Riot, Bad Boyz y Shortino. También hizo parte del proyecto Shortino/Northrup junto a JK Northrup. Participó en el álbum benéfico liderado por Ronnie James Dio, titulado Hear n' Aid, en la canción "Stars", junto a muchos de los más reconocidos músicos de heavy metal de la época, como Geoff Tate, Rob Halford, Kevin DuBrow, Yngwie Malmsteen, Dave Murray y Adrian Smith.
Actuó en la película This is Spinal Tap, representando el papel de "Duke Fame".

## Discografía

### Con SEGA
- E.G.G.M.A.N.

### Con Rough Cutt
- Used And Abused y A Little Kindness (1981)
- Rough Cutt (1985)
- Wants You! (1986)
- Rough Cutt Live (1996)

### Con The Cutt
- Sacred Place (2002)

### ConQuiet Riot
- Quiet Riot (1988)

### Con Bad Boyz
- Bad Boyz (1993)

### Con Shortino
- It's About Time (1997)
- Booked, Toured,...Released!
- Chasing my Dreams

### Con Shortino/Northrup
- Back On Track (1993)
- Afterlife (2004)

### Solo
- Stand Or Fall

### Con Javier Vargas, Carmine Appice y Tim Bogert
- Vargas, Appice, Bogert, featuring Paul Shortino (2011)[3]

### ConKing Kobra
- King Kobra (2011)
- King Kobra II (2013)

## Colaboraciones
- Con Mägo de Oz, interpretando en su álbum Celtic Land una versión en inglés de la canción "Satanael" (2013).[4]